# Tetrastemma stimpsoni
Tetrastemma stimpsoni är en djurart som tillhör fylumet slemmaskar, och som beskrevs av Chernyshev 1992. Tetrastemma stimpsoni ingår i släktet Tetrastemma och familjen Tetrastemmatidae. Inga underarter finns listade i Catalogue of Life.